# Liupan Shan
Liupan Shan är en bergskedja i Kina. Den ligger i den centrala delen av landet, 1 000 km sydväst om huvudstaden Peking.
Liupan Shan sträcker sig 96 km i nord-sydlig riktning. Den högsta punkten är 2 923 meter över havet.